# 青と白
青と白（あおとしろ、ヘブライ語:  כַּחוֹל לָבָן, Kaḥol Lavan）は、かつて存在したイスラエルの政党連合。

## 概説
2019年4月に執行されるクネセト総選挙を控え、ベンヤミン・ネタニヤフ政権に対抗する中道3党（イスラエル回復党とイェシュ・アティッド、テレム）により設立された。
中道・リベラルであり、政治的・宗教的なすべての市民を代表する包括政党として定義している。「青と白」の名称は、イスラエル国旗の色を指し、一般的に国内では「イスラエルのもの」と口語的な表現として使用されている。
政策綱領には、首相の任期制限導入、起訴されたクネセト議員の失職、イスラエル少数民族・宗派を考慮した憲法の改正、児童教育の投資、医療支援の拡大、そしてパレスチナ自治政府と和平協定交渉を明記している。

## 歴史
第21回イスラエル議会総選挙の候補者名簿の提出締切日である2019年2月21日、イスラエル回復党とイェシュ・アティッド、テレムの3党で選挙同盟を結成すると発表した。また元参謀総長であるガビ・アシュケナジも参画することが公表された。
この第21回イスラエル議会総選挙では、与党リクードと同じく35議席を獲得したが、右派・中道政党で過半数に達したことから敗北を認めた。ネタニヤフは、ルーベン・リブリン大統領から組閣要請を受けたものの組閣に失敗し、再び議会が解散されることとなった。
2019年9月の第22回クネセト選挙で青と白が33議席で第一党に、リクードが32議席になった。今回も誰も多数派を形成することができずに期限が来て、また議会の解散と総選挙が決まった。
2020年3月の第23回クネセト選挙ではリクードが36議席で第一党に、ガンツの青と白が32議席になった。COVID-19に対応するためにガンツはリクードと連立政権を作ることを決めた。ガンツのこの決定に反発して、ヤイル・ラピドが率いる政党イェシュ・アティッドとモーシェ・ヤアロンが率いる政党テレムは政党連合青と白を離脱した。2020年5月にネタニヤフとガンツの政権(第35代政府)が成立した。これで青と白は15議席で与党になった。
2021年3月の第24回クネセト選挙ではリクードが30議席で第一党になり、大統領はネタニヤフに組閣を要請したが、今回も過半数を束ねることができなかった。次に大統領は17議席で第二党のイェシュ・アティッドの党首のヤイル・ラピドに組閣を要請、ラピドはナフタリ・ベネットが率いる7議席の政党ヤミナをイェシュ・アティッドを中心としたブロックに加えることで過半数を得て、6月13日にベネットとラピドの政権(第36代政府)が成立した。イスラエル回復党単体で作る政党連合青と白は8議席で、元青と白のイェシュ・アティッドに協力して与党になった。
2022年7月、青と白のガンツと新しい希望(ニューホープ)のギドン・サールは次の選挙のために「青と白ニューホープ」という政党連合を作った。のちに無所属としてガディ・エイゼンコットとマタン・カハナが加わって国民統一(ナショナルユニティ)という政党連合になった。

## 参加政党

### イスラエル回復党（イスラエルの回復力）
2015年2月16日、参謀総長を退任したガンツは法律により3年間クネセトへの立候補が制限され、2018年7月2日までに制限が解除された。同年9月に次期総選挙への立候補を表明し、12月26日のクネセト解散に伴い翌27日に109人の創設者名簿とともに新党「イスラエル回復党」を選挙管理委員会に登録した。

### イェシュ・アティッド（未来がある）
2012年、ヤイル・ラピドによって設立された中道政党。2013年の総選挙でリクードに次ぐ得票で19議席を獲得した。第3次ネタニヤフ内閣に与党入りするも、2015年の総選挙では、経済政策に関する違いからネタニヤフとリクードを批判するも11議席にとどまり、下野した。

### テレム（国民政治運動）
2016年5月、国防相のモーシェ・ヤアロンはネタニヤフとの対立から更迭が憶測される中、自ら辞任した。2017年3月12日、ヤアロンはリクードを離党し次期総選挙ではネタニヤフに対抗する新党を結成すると発表し、2019年1月2日にテレムを創設した。1月29日にはイスラエル回復党との選挙協力を公表した。

## 政策
2019年2月25日、ラピドは憲法を改正し、市民平等の事項を記載する意図を表明した。「青と白」は2019年3月6日に、様々な政治的分野での立ち位置を示すマニフェスト集を公表した。核心的政策として、アラブ諸国との平和的関係構築、土地に関する譲歩無くパレスチナとの交渉に応じる姿勢が挙げられる。

青と白の党首であるガンツは、ネタニヤフの汚職の疑いが晴れない限り、ネタニヤフとの連立に参加しないと選挙運動中に繰り返し誓っていたが、ラピドのイェシュ・アティッドとの同盟を破棄して2020年5月にネタニヤフ政権に参加した。政党イェシュ・アティッドと政党テレムは政党連合青と白を離脱した。これでそれまでの「青と白」が掲げてきていた政策の多くは放棄された。